# Al-Qutayfah
Al-Qutayfah est une ville de Syrie, située dans le district d'al-Qutayfah du gouvernorat de Rif Dimashq, à environ 40 km au nord-est de la capitale Damas, dans les montagnes du Qalamoun.
Sa population était de 26 671 habitants lors du recensement de 2004. L'importance d'Al-Qutayfah au cours de l'histoire se caractérise par sa situation sur les voies commerciales parcourues par les caravanes de marchandises et par les convois militaires allant de Damas à Alep ou de Damas à Palmyre. 

## Fosse commune
Une fosse commune découverte à Al-Qutayfah après la chute du régime recèle plus de 100 000 cadavres de personnes exécutées à la prison de Saydnaya.

## Vie économique
La ville se développe surtout dans l'agriculture, plusieurs arbres fruitiers y sont cultivés tels que les amandiers, noyers, grenadiers et plus récemment des oliviers. Avant la guerre civile, Al-Qutayfah connaissait une activité commerciale florissante, et nombre de ses habitants partaient travailler dans la zone industrielle d'Adra à une quinzaine de kilomètres plus au sud sur la route de Damas.

## Monuments historiques
Le Khan antique (ou Khan Nouri): sa construction remonte à la fin du XIIe siècle durant le règne de Nur ad-Din Zengi.
Un aqueduc romain acheminait l'eau à partir des montagnes à l'ouest de la ville sur une distance de 30 km.
Une citadelle, une mosquée et un hammam datant de la période ottomane, érigés à l'époque de Sinan pacha.